# Luiziana
Luiziana est une municipalité brésilienne située dans l'État du Paraná.